# Hattigny
Pour l’article ayant un titre homophone, voir Attigny.
Hattigny est une commune française située dans le département de la Moselle, en région Grand Est.
Cette commune se trouve dans la région historique de Lorraine et fait partie du pays de Sarrebourg.

## Géographie
| Saint-Georges                           | Aspach   |                                |
| Richeval Frémonville Meurthe-et-Moselle | Hattigny | Fraquelfing                    |
| Tanconville Meurthe-et-Moselle          |          | Bertrambois Meurthe-et-Moselle |

### Écarts et lieux-dits
- Bonlieu ;
- Risholz.

### Hydrographie
La commune est située dans le bassin versant du Rhin au sein du bassin Rhin-Meuse. Elle est drainée par le ruisseau d'Aspach, le ruisseau de Voise, le ruisseau du Pre Lemoine et le ruisseau du Petit Breuil.
Le ruisseau d'Aspach, d'une longueur totale de 10,5 km, prend sa source dans la commune  et se jette  dans le ruisseau de Gondrexange à Xouaxange, après avoir traversé six communes.
Le ruisseau de Voise, d'une longueur totale de 14,6 km, prend sa source dans la commune  et se jette  dans la Vezouze à Blâmont, après avoir traversé six communes.

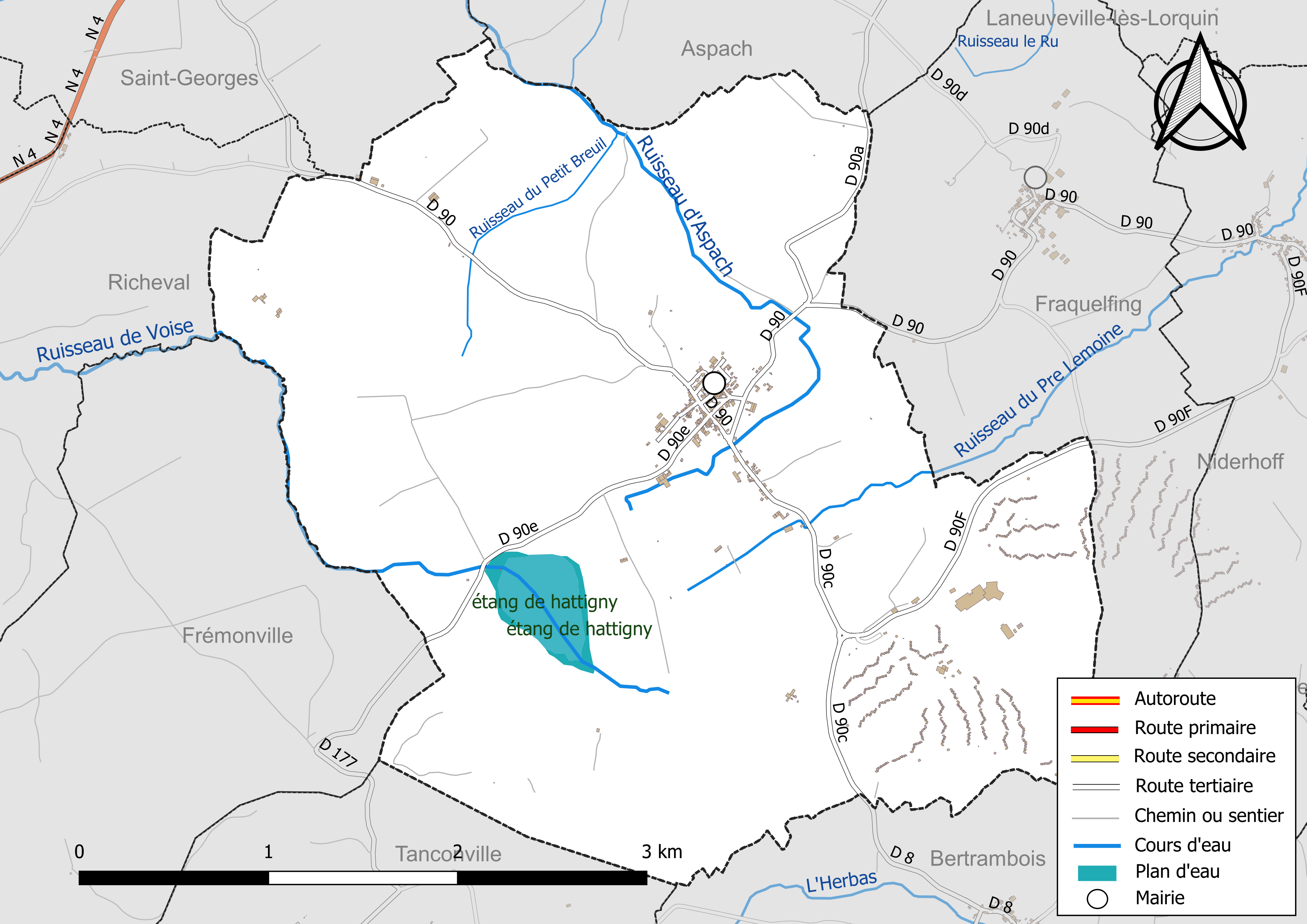
Réseaux hydrographique et routier d'Hattigny.

La qualité des eaux des principaux cours d’eau de la commune, notamment du ruisseau d'Aspach et du ruisseau de Voise, peut être consultée sur un site spécial géré par les agences de l’eau et l’Agence française pour la biodiversité.

### Climat
Pour des articles plus généraux, voir Climat du Grand Est et Climat de la Moselle.
En 2010, le climat de la commune est de type climat des marges montargnardes, selon une étude du Centre national de la recherche scientifique s'appuyant sur une série de données couvrant la période 1971-2000. En 2020, Météo-France publie une typologie des climats de la France métropolitaine dans laquelle la commune est exposée à un climat semi-continental et est dans la région climatique  Vosges, caractérisée par une pluviométrie très élevée (1 500 à 2 000 mm/an) en toutes saisons et un hiver rude (moins de 1 °C). 
Pour la période 1971-2000, la température annuelle moyenne est de 9,6 °C, avec une amplitude thermique annuelle de 17,2 °C. Le cumul annuel moyen de précipitations est de 1 006 mm, avec 12,4 jours de précipitations en janvier et 10,1 jours en juillet. Pour la période 1991-2020, la température moyenne annuelle observée sur la station météorologique de Météo-France la plus proche, « Nitting_sapc », sur la commune de Nitting à 6 km à vol d'oiseau, est de 10,4 °C et le cumul annuel moyen de précipitations est de 993,7 mm. 
La température maximale relevée sur cette station est de 37,9 °C, atteinte le 25 juillet 2019 ; la température minimale est de −19,4 °C, atteinte le 26 décembre 2010,,. 
Les paramètres climatiques de la commune ont été estimés pour le milieu du siècle (2041-2070) selon différents scénarios d'émission de gaz à effet de serre à partir des nouvelles projections climatiques de référence DRIAS-2020. Ils sont consultables sur un site spécial publié par Météo-France en novembre 2022.

## Urbanisme

### Typologie
Au 1er janvier 2024, Hattigny est catégorisée commune rurale à habitat dispersé, selon la nouvelle grille communale de densité à sept niveaux définie par l'Insee en 2022.
Elle est située hors unité urbaine. Par ailleurs la commune fait partie de l'aire d'attraction de Sarrebourg, dont elle est une commune de la couronne,. Cette aire, qui regroupe 87 communes, est catégorisée dans les aires de 50 000 à moins de 200 000 habitants,.

### Occupation des sols
L'occupation des sols de la commune, telle qu'elle ressort de la base de données européenne d’occupation biophysique des sols Corine Land Cover (CLC), est marquée par l'importance des territoires agricoles (66,6 % en 2018), une proportion sensiblement équivalente à celle de 1990 (66,2 %). La répartition détaillée en 2018 est la suivante : 
prairies (44,7 %), forêts (19,5 %), terres arables (18,3 %), espaces verts artificialisés, non agricoles (8,9 %), zones agricoles hétérogènes (3,6 %), zones urbanisées (2,8 %), eaux continentales (2 %), mines, décharges et chantiers (0,1 %), milieux à végétation arbustive et/ou herbacée (0,1 %). L'évolution de l’occupation des sols de la commune et de ses infrastructures peut être observée sur les différentes représentations cartographiques du territoire : la carte de Cassini (XVIIIe siècle), la carte d'état-major (1820-1866) et les cartes ou photos aériennes de l'IGN pour la période actuelle (1950 à aujourd'hui).

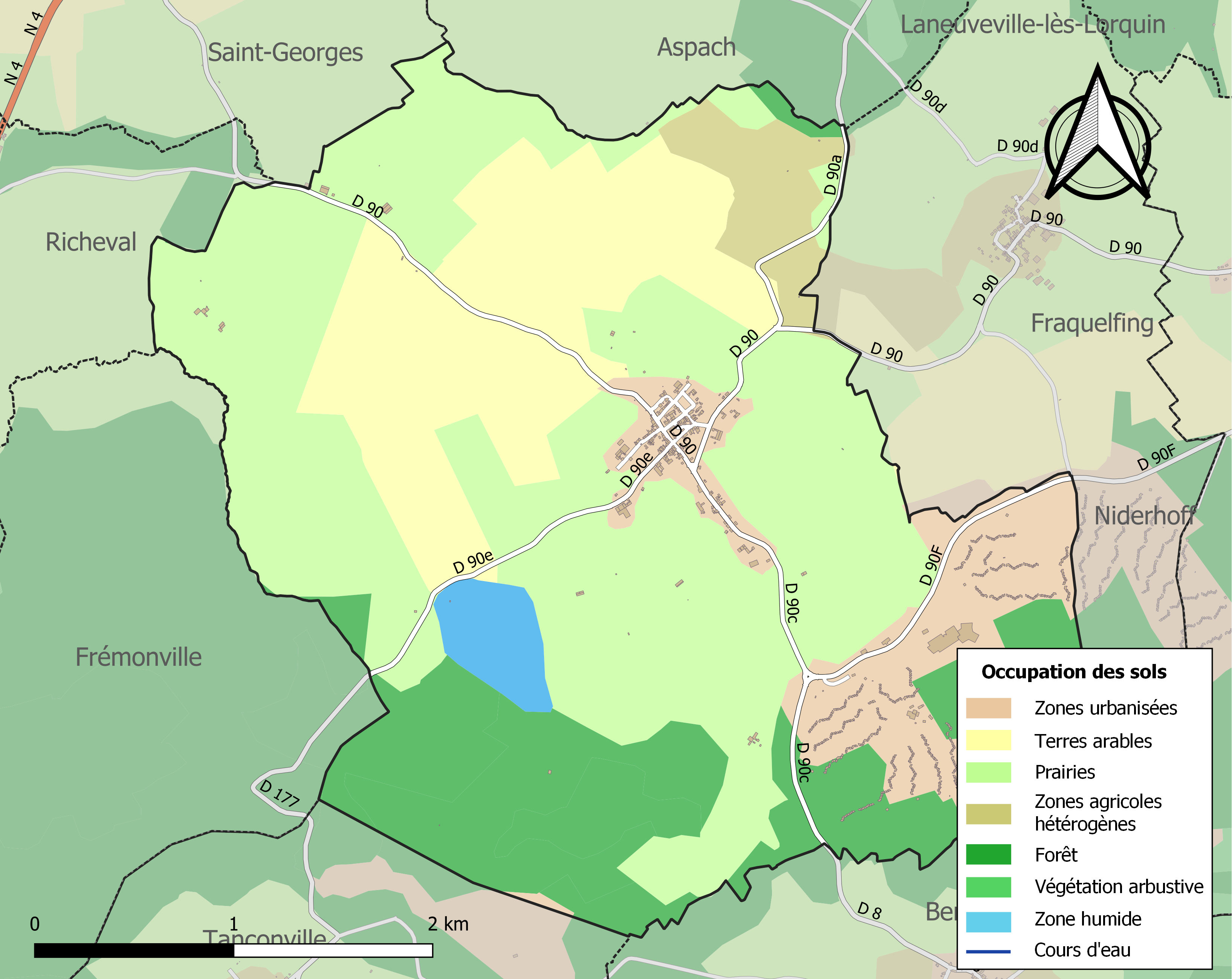
Carte des infrastructures et de l'occupation des sols de la commune en 2018 (CLC).

## Toponymie
- Hattigny : D'un nom de personne germanique Hutto suivi du suffixe -ing puis -iacum/-gny : Hetingens (1186)[15], Hetigneis (1263)[15], Hutinges (1263)[15], Hetteigneiz (1263)[15], Hutinis (1289)[15], Hitthigneix (1272)[15], Hittingen (1298)[15], Huetenges (1311)[15], Utingen (1363)[16], Hittingen (XVe siècle)[17], Hittingen (1513)[15], Hettigny (1589)[17], Hattigny (1793), Hattingen (1915–1918 et 1940–1944).
- Risholtz : anciennement Riesholtz, signifie « bois de rames »[17]. (Le mot allemand 'Reis' ou 'Reisig', en dialecte 'Ris', est le branchage sec, qu'on utilise pour allumer un feu. Le mot allemand Holz désigne le bois pour le feu.)

## Histoire
- Ancienne province lorraine.
- Entre 1275 et 1278, bataille entre Ferry, duc de Lorraine, et Laurent de Lichtenberg, évêque de Metz, à propos de la possession des salines de Vic.
- En 1553, les habitants de la commune étaient germanophones[18].
- Barthélemy Jacquemin y fonda une verrerie qui disparut en 1615.

## Politique et administration
| Période                                  | Période   | Identité          | Étiquette | Qualité |
| ---------------------------------------- | --------- | ----------------- | --------- | ------- |
| Les données manquantes sont à compléter. |           |                   |           |         |
| 1978                                     | mars 1995 | Jean Mayer        |           |         |
| mars 1995                                | mars 2001 | Pierre Chevrin    |           |         |
| mars 2001                                | mars 2008 | Maxime Christophe |           |         |
| mars 2008                                | En cours  | Brigitte Helluy   |           |         |

## Démographie
L'évolution du nombre d'habitants est connue à travers les recensements de la population effectués dans la commune depuis 1793. Pour les communes de moins de 10 000 habitants, une enquête de recensement portant sur toute la population est réalisée tous les cinq ans, les populations de référence des années intermédiaires étant quant à elles estimées par interpolation ou extrapolation. Pour la commune, le premier recensement exhaustif entrant dans le cadre du nouveau dispositif a été réalisé en 2007.

En 2022, la commune comptait 220 habitants, en évolution de +14,58 % par rapport à 2016 (Moselle : +0,52 %, France hors Mayotte : +2,11 %).
| 1793 | 1800 | 1806 | 1821 | 1831 | 1836 | 1841 | 1846 | 1851 |
| ---- | ---- | ---- | ---- | ---- | ---- | ---- | ---- | ---- |
| 545  | 491  | 541  | 509  | 565  | 673  | 620  | 570  | 543  |

| 1856 | 1861 | 1871 | 1875 | 1880 | 1885 | 1890 | 1895 | 1900 |
| ---- | ---- | ---- | ---- | ---- | ---- | ---- | ---- | ---- |
| 483  | 471  | 453  | 428  | 407  | 366  | 339  | 353  | 358  |

| 1905 | 1910 | 1921 | 1926 | 1931 | 1936 | 1946 | 1954 | 1962 |
| ---- | ---- | ---- | ---- | ---- | ---- | ---- | ---- | ---- |
| 348  | 359  | 288  | 298  | 286  | 274  | 197  | 233  | 227  |

| 1968 | 1975 | 1982 | 1990 | 1999 | 2006 | 2007 | 2012 | 2017 |
| ---- | ---- | ---- | ---- | ---- | ---- | ---- | ---- | ---- |
| 227  | 209  | 209  | 187  | 160  | 186  | 190  | 203  | 187  |

| 2022 | - | - | - | - | - | - | - | - |
| ---- | - | - | - | - | - | - | - | - |
| 220  | - | - | - | - | - | - | - | - |

## Culture locale et patrimoine

### Lieux et monuments

#### Édifices civils
- Passage d'une voie romaine.
- Traces d'une villa.

#### Édifices religieux

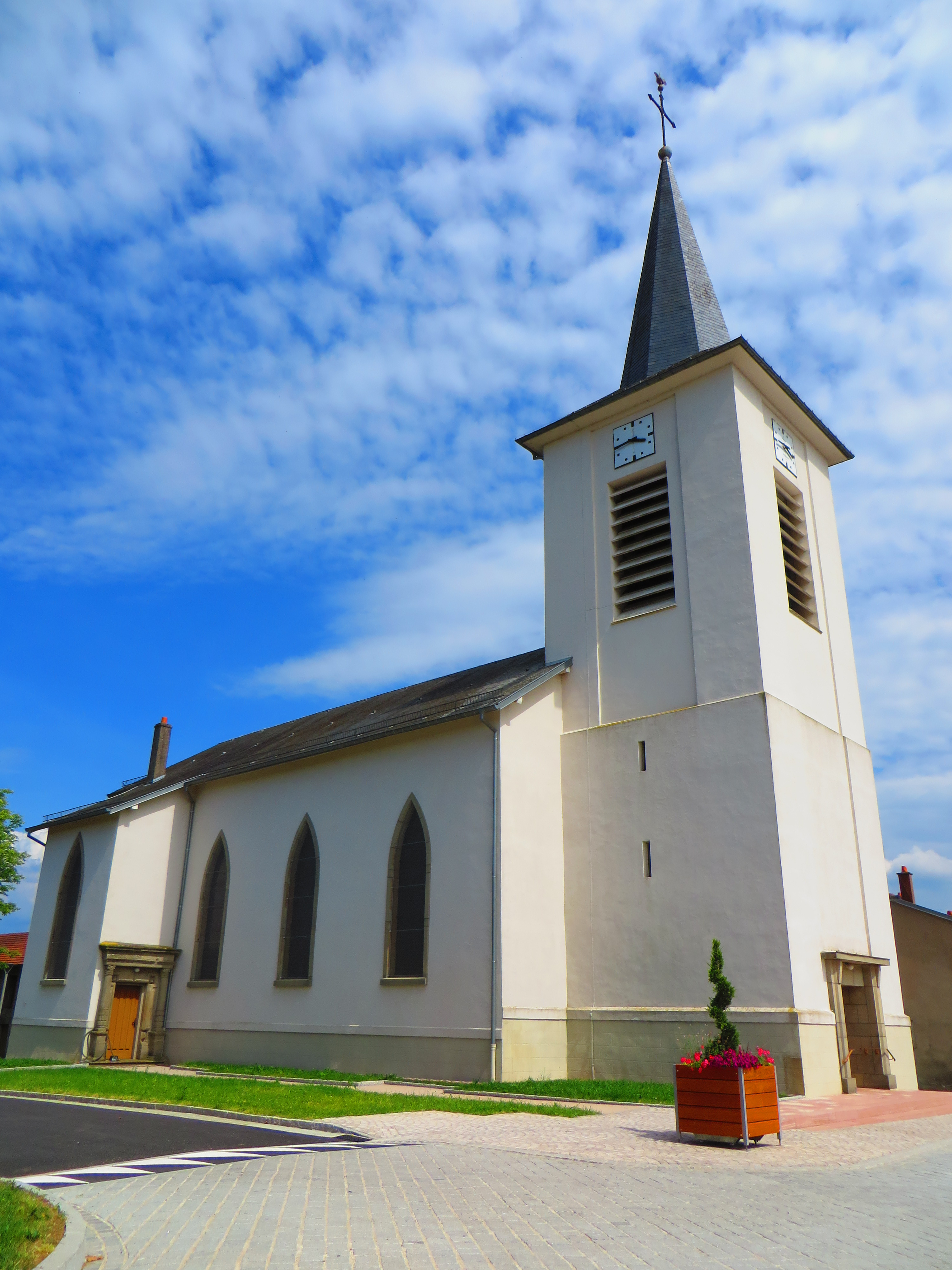
Église Saint-Pierre-et-Saint-Paul.

- L'ancienne église Saint-Pierre-et-Saint-Paul (romane, modifiée en 1700) a été détruite en 1944 : fonts baptismaux de l'époque romane ; oculus avec inscription gothique  ; porche de style transition.
- Nouvelle église paroissiale Saint-Pierre-et-Saint-Paul reconstruite entre 1954 et 1961 avec remploi d'éléments de l'ancienne église (une partie de l'ancien clocher, une armoire eucharistique avec oculus extérieur  et un portail datable du XVIe siècle ou du XVIIe siècle).

### Loisirs
Un site Center Parcs a ouvert en 2010, entre Fraquelfing, Hattigny et Niderhoff.

### Héraldique
| Blason de Hattigny | Blason  | Mi-parti: au 1er d'or à la croix de gueules frettée d'argent, au 2e de gueules à deux saumon adossés d'argent. |
| Blason de Hattigny | Détails | Le statut officiel du blason reste à déterminer.                                                               |

## Pour approfondir